# Coin (échecs)
 (septembre 2024).
Si vous disposez d'ouvrages ou d'articles de référence ou si vous connaissez des sites web de qualité traitant du thème abordé ici, merci de compléter l'article en donnant les références utiles à sa vérifiabilité et en les liant à la section « Notes et références ».
Pour les articles homonymes, voir Coin.

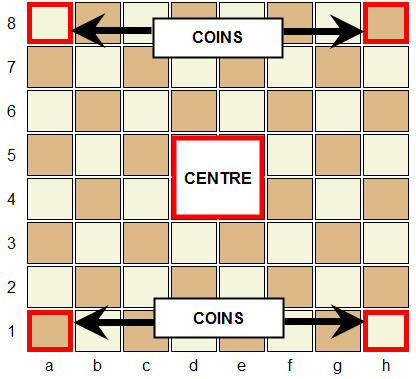
Le centre et les coins au jeu d'échecs

Les coins, au jeu d'échecs, désignent les cases situées sur les bords de l'échiquier. Cela regroupe les cases a8, a1, h1 et h8. Ce sont les cases les plus en retrait sur l'échiquier et donc celle sur lesquelles la force ou la capacité de manœuvre des pièces sera la plus limitée, excepté pour la tour qui a autant de force, peu importe la case sur laquelle elle se trouve.